# Casa Senyorial de Stende
La Casa Senyorial de Stende (en letó: Stendes muižas pils) coneguda també com a Dižstende és una casa senyorial a la històrica regió de Curlàndia, al Municipi de Talsi a l'oest de Letònia.

## Història
Va ser construïda originàriament com una estructura d'una única planta entre 1820 i 1848. Una segona història de construcció de l'edifici principal es va efectuar entre 1848 i 1858. La mansió va ser convertida en apartaments després de 1925 i es va continuar utilitzant d'aquesta forma després de la Segona Guerra Mundial. La Casa Senyorial Stende és una de les antigues hisendes del comtat de Talsi, millor conservades fins avui dia, perquè sempre ha estat ocupada i, per tant, mantinguda. Encara es poden veure, a la finca, algunes restes d'un castell medieval anterior.